# Indaial
Indaial is een gemeente in de Braziliaanse deelstaat Santa Catarina. De gemeente telt 50.917 inwoners (schatting 2009).
De plaats ligt aan de rivier de Itajaí-açu.
De stad is van Europese oorsprong, met veel textielindustrieën en een sterke agrarische activiteit. Het werd rond 1860 gekoloniseerd door de Duitsers, Italianen en de Polen. Voor de kolonisatie werd het bevolkt door Tapajós en Carijós indianen, die nu de namen zijn van twee grote buurten in Indaial.

## Aangrenzende gemeenten
De gemeente grenst aan Apiúna, Ascurra, Blumenau, Botuverá, Pomerode, Presidente Nereu, Rodeio en Timbó.

## Verkeer en vervoer
De plaats ligt aan de wegen BR-470 en BR-477/SC-477.